# Le Dernier Survivant
Pour plus de détails, voir Fiche technique et Distribution.
Le Dernier Survivant (The Quiet Earth) est un film de science-fiction post-apocalyptique néo-zélandais réalisé par Geoff Murphy, sorti en 1985. Il s'agit de l'adaptation cinématographique du roman éponyme de Craig Harrison (1981).
Il est vaguement inspiré du roman de science-fiction de 1981 du même nom de Craig Harrison. D'autres sources d'inspiration ont été suggérées : le roman de 1954 I Am Legend, Dawn of the Dead, et surtout le film de 1959 Le Monde, la Chair et le Diable, dont il a été qualifié de remake non officiel.
Zac Hobson, un scientifique de la Delenko Corporation, se réveille un matin et découvre que toute trace de vie a disparu. Se retrouvant soudainement seul au monde, passant de la panique au bord de la folie, il finit par comprendre que cet incroyable événement serait le résultat d'une mystérieuse expérience menée au sein même de son entreprise, le projet « Flashlight ».

## Synopsis
Le 5 juillet commence comme un matin d'hiver normal près de Hamilton, en Nouvelle-Zélande. À 6 h 12, le soleil s'assombrit un instant et une lumière rouge entourée d'obscurité est brièvement aperçue.
Zac Hobson est un scientifique employé par Delenco, qui fait partie d'un consortium international dirigé par les États-Unis travaillant sur le "Projet Flashlight" - une expérience visant à créer un réseau énergétique mondial sans fil. Il se réveille brusquement ; lorsqu'il allume sa radio, il ne peut recevoir aucune transmission, il n'obtient pas plus de résultat lorsqu'il cherche à faire un appel téléphonique, n'ayant plus de tonalité. Il pénètre dans la ville, qu'il trouve déserte. Enquêtant sur un incendie, il découvre l'épave brûlante d'un avion de ligne, mais il n'y a pas de corps, seulement des sièges vides.
Zac entre dans son laboratoire, mais ne parvient à contacter aucun des autres laboratoires du monde. Dans un laboratoire souterrain, il découvre le cadavre de Perrin, son supérieur, au panneau de contrôle principal de Flashlight Grid; un moniteur affiche le message « Operation Flashlight Complete ». La disparition massive semble coïncider avec le moment où le projet a été activé. Le laboratoire est soudainement et automatiquement scellé à cause des radiations, alors il improvise une bombe à gaz pour s'échapper. Il écoute sa propre voix sur un magnétophone décrivant le projet comme ayant un "potentiel destructeur phénoménal", puis note : "Zac Hobson, 5 juillet. Un : il y a eu un dysfonctionnement dans Project Flashlight avec des résultats dévastateurs. Deux : il semble que je sois la seule personne encore vivante sur Terre." Il se réfère au phénomène comme "l'effet Flashlight".
Après une semaine à essayer de contacter un autre être humain, Zac emménage dans un manoir. Son état mental commence à se détériorer. Il enfile une chemise de nuit de femme et alterne entre joie de vivre et désespoir. Il assemble des découpes en carton de personnages célèbres (dont Adolf Hitler, Elizabeth II et le pape Jean-Paul II), joue une fanfare bruyante et des acclamations de grands haut-parleurs, et s'adresse aux découpes depuis un balcon. Il se déclare "président de cette Terre tranquille", puis se déchaîne après une panne de courant. Il fait irruption dans une église, abat une statue de Jésus d'un crucifix et annonce qu'il est Dieu. Après avoir accidentellement écrasé un landau vide avec un énorme engin de terrassement, il met le canon d'un fusil de chasse dans sa bouche, mais s'abstient. Cet événement sert à briser sa folie.
Zac s'installe dans une routine plus normale. Un matin, une jeune femme nommée Joanne apparaît. Zac est attiré par elle et après quelques jours, ils ont des relations sexuelles. Ils trouvent un troisième survivant, un Maori nommé Api. Les trois déterminent pourquoi ils ont survécu: à l'instant de "l'effet Flashlight", ils étaient tous au moment de la mort: Api était en train de se noyer lors d'une bagarre, Joanne a été électrocutée par un sèche-cheveux défectueux et Zac avait fait une overdose de pilules lors d'une tentative de suicide. Il a réalisé que l'expérience posait de sérieux dangers et était culpabilisé de ne pas avoir parlé. La découverte de son corps, avec sa carte d'identité de laboratoire et son magnétophone à proximité, aurait pour conséquence d'exposer Project Flashlight et de mettre fin à l'expérience avant qu'il ne soit trop tard.
Un triangle amoureux se développe, mais Zac est plus préoccupé par ses observations scientifiques : les constantes physiques universelles changent, ce qui fait fluctuer la sortie du Soleil et devient très instable. Zac craint que l'Effet ne se reproduise (et que le Soleil s'effondre bientôt de toute façon et anéantisse la Terre) et décide de détruire l'installation Delenco. Api a fourni la réponse possible - si le projet Flashlight est toujours actif et déstabilise continuellement le Soleil, alors l'extinction de l'installation ferait échouer la grille. Les trois mettent de côté leurs conflits personnels et conduisent un camion chargé d'explosifs jusqu'à l'installation, pour être arrêtés au périmètre lorsque Zac détecte des niveaux dangereux de rayonnements ionisants émanant de l'usine. Il dit qu'il ira en ville pour récupérer un dispositif de télécommande pour envoyer le camion dans l'établissement.
Pendant que Zac est parti, Joanne et Api ont des relations sexuelles. Ensuite, Api dit à Joanne qu'il se sacrifiera en conduisant le camion; il doute que l'appareil de Zac soit capable de contrôler le véhicule. Ils entendent alors le camion. Zac n'est pas retourné en ville et conduit le camion sur le toit affaibli par la bombe à gaz du laboratoire, qui s'effondre. Juste au moment où le Second Effet se produit, il déclenche les explosifs.
Une fois de plus, une lumière rouge vif est vue entourée d'un tunnel sombre. Zac se réveille sur une plage au crépuscule. Il y a d'étranges formations nuageuses, ressemblant à des trombes marines, sortant de l'océan. Il marche jusqu'au bord de l'eau, puis voit une énorme planète aux anneaux s'élever lentement à l'horizon. En tant que seul survivant de ce nouvel effet, Zac regarde avec confusion et désespoir son environnement surnaturel.

## Fiche technique
- Titre original : The Quiet Earth
- Titre français : Le Dernier Survivant
- Réalisation : Geoff Murphy
- Scénario : Bill Baer, Bruno Lawrence et Sam Pillsbury, d'après le roman éponyme de Craig Harrison
- Décors : Josephine Ford
- Costumes : Michael Kane
- Photographie : James Bartle
- Montage : Michael Horton
- Musique : John Charles
- Production : Sam Pillsbury et Don Reynolds
- Sociétés de production : Pilsbury Productions ; Cinepro et Mr. Yellowbeard Productions Limited & Company
- Sociétés de distribution : Mirage Films (Nouvelle-Zélande) ; Films Merry Lines (France)
- Budget : 1 million de dollars (734 000 euros)
- Pays d'origine :  Nouvelle-Zélande
- Langue originale : anglais
- Format : couleur - 1,85:1 - Dolby - 35 mm
- Genre : science-fiction post-apocalyptique
- Durée : 91 minutes
- Dates de sortie :
  - Canada : 8 septembre 1985 (Festival international du film de Toronto)
  - États-Unis : 18 octobre 1985
  - France : 4 juin 1986

## Distribution
- Bruno Lawrence : Zac Hobson
- Alison Routledge (VF : Martine Irzenski) : Joanne
- Pete Smith (VF : Sady Rebbot) : Api
- Anzac Wallace : le collègue d'Api
- Norman Fletcher : Perrin
- Tom Hyde : le scientifique

## Production
- Le tournage a lieu à Auckland, Hamilton et Warkworth en Nouvelle-Zélande[1].

## Accueil
Le Dernier Survivant est sélectionné au Festival international du film de Toronto, le 8 septembre 1985.
En France, après sa présentation au Festival international du film fantastique d'Avoriaz où il n'obtient aucune récompense[réf. nécessaire], il sort dans les salles obscures le 4 juin 1986.

## Distinctions

### Récompenses
- Fantafestival 1986 :
  - Meilleur réalisateur
  - Meilleur acteur pour Bruno Lawrence
- New Zealand Film and TV Awards 1987 :
  - Meilleur film
  - Meilleur réalisateur
  - Meilleur scénario
  - Meilleure photographie
  - Meilleur montage
  - Meilleurs décors
  - Meilleur acteur pour Bruno Lawrence
  - Meilleur second rôle masculin pour Pete Smith

### Nomination
- Festival international du film fantastique d'Avoriaz 1986 : sélection en « compétition »